# Brantridge Park
Brantridge Park è una delle residenze minori di proprietà dei sovrani d'Inghilterra. Il palazzo si trova immerso nella Brantridge Forest e venne costruito per Alessandro di Teck, I conte di Athlone, e per sua moglie Alice, duchessa di Albany, ultima nipote della regina Vittoria d'Inghilterra. La principessa Beatrice, figlia minore della regina Vittoria, visse qui tra il 1919 ed il 1944.
Recentemente la casa è stata suddivisa in due appartamenti e dal gennaio 2008 viene utilizzata come resort.